# WWE Diva Search
WWE Diva Search (с англ. — «Поиск див WWE») — конкурс талантов, проводимый федерацией рестлинга WWE с 2003 по 2007 год. Все, кроме первой победительницы конкурса Джейми Коп, получили контракт от WWE. Кроме того, несколько проигравших участниц впоследствии также подписали контракт с компанией. В 2011 и 2015 годах появлялась информация о возможности возобновления конкурса, однако официального возобновления не произошло..

## 2003
В 2003 году прошел первый конкурс по поиску Див. Победительницей стала Джейми Коп, однако контракт с ней подписан не был. В журнале WWE Magazine был опубликован фотосет с победительницей.

## 2004

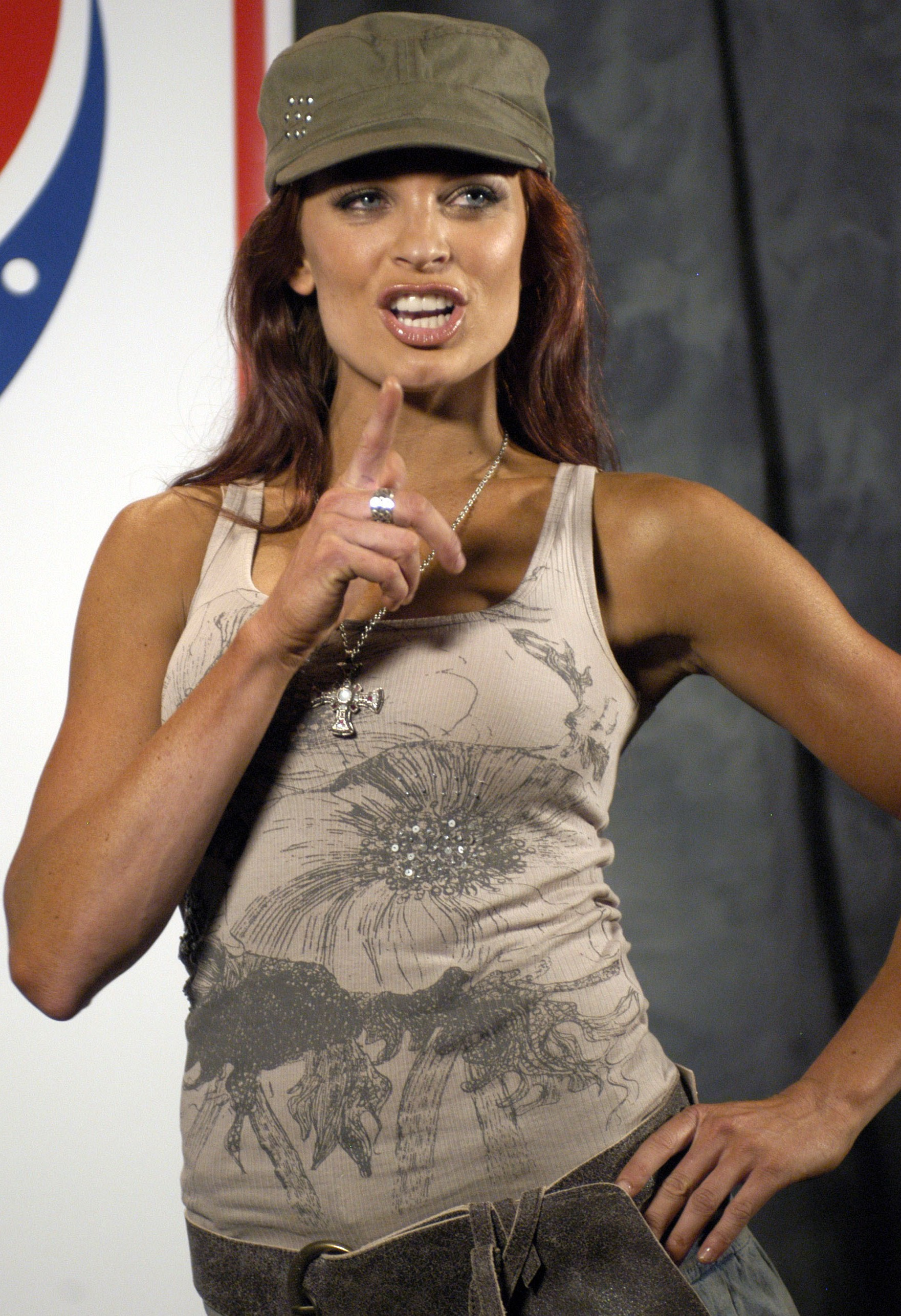
Победительница 2004 года Кристи Хем

Музыкальные темы: «Walk Idiot Walk» от The Hives, «Time and Time Again» от Chronic Future и «Open Your Eyes» от Alter Bridge
Участницы
- Кристи Хемме (Christy Hemme) — победительница
- Кармелла Десезар (Carmella DeCesare) — 2-е место
- Джой Джиованни (Joy Giovanni) — 3-е место
- Эми Уэбер (Amy Weber) — 4-е место
- Мария Канеллис (Maria Kanellis) — 5-е место
- Трейси Райт (Tracie Wright) — 6-е место
- Мишель Маккул (Michelle McCool) — 7-е место
- Чандра Костело (Chandra Costello) — 8-е место
- Камил Андерсон (Camille Anderson) — 9-е место
- Джулия Костело (Julia Costello) — 10-е место

## 2005

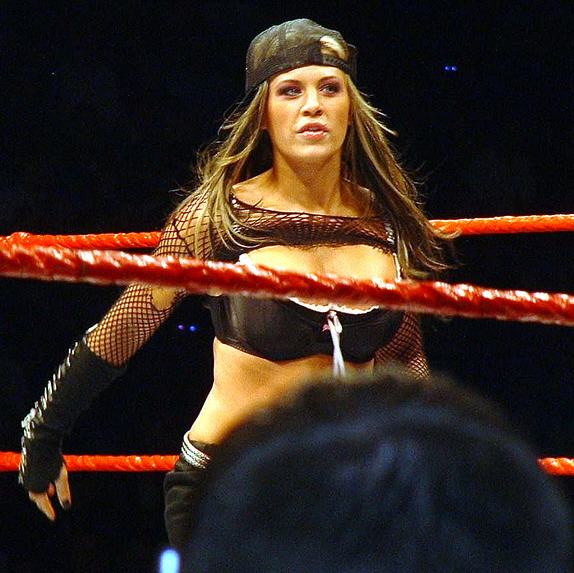
Победительница 2005 года Эшли Масаро

Музыкальная тема: «Be Yourself» от Audioslave
Участницы
- Эшли Масаро (Ashley Massaro) — победительница
- Лейла Милани (Leyla Milani) — 2-е место
- Элизабет Руфаер (Elisabeth Rouffaer) — 3-е место
- Кристал Маршал (Kristal Marshall) — 4-е место
- Саммер ДеЛин (Summer DeLin) — 5-е место
- Камерон Хевен (Cameron Haven) — 6-е место
- Симона Фуско (Simona Fusco) — 7-е место
- Леилин «Алексис» Ондраде(Leilene «Alexis» Ondrade) — 8-е место

## 2006

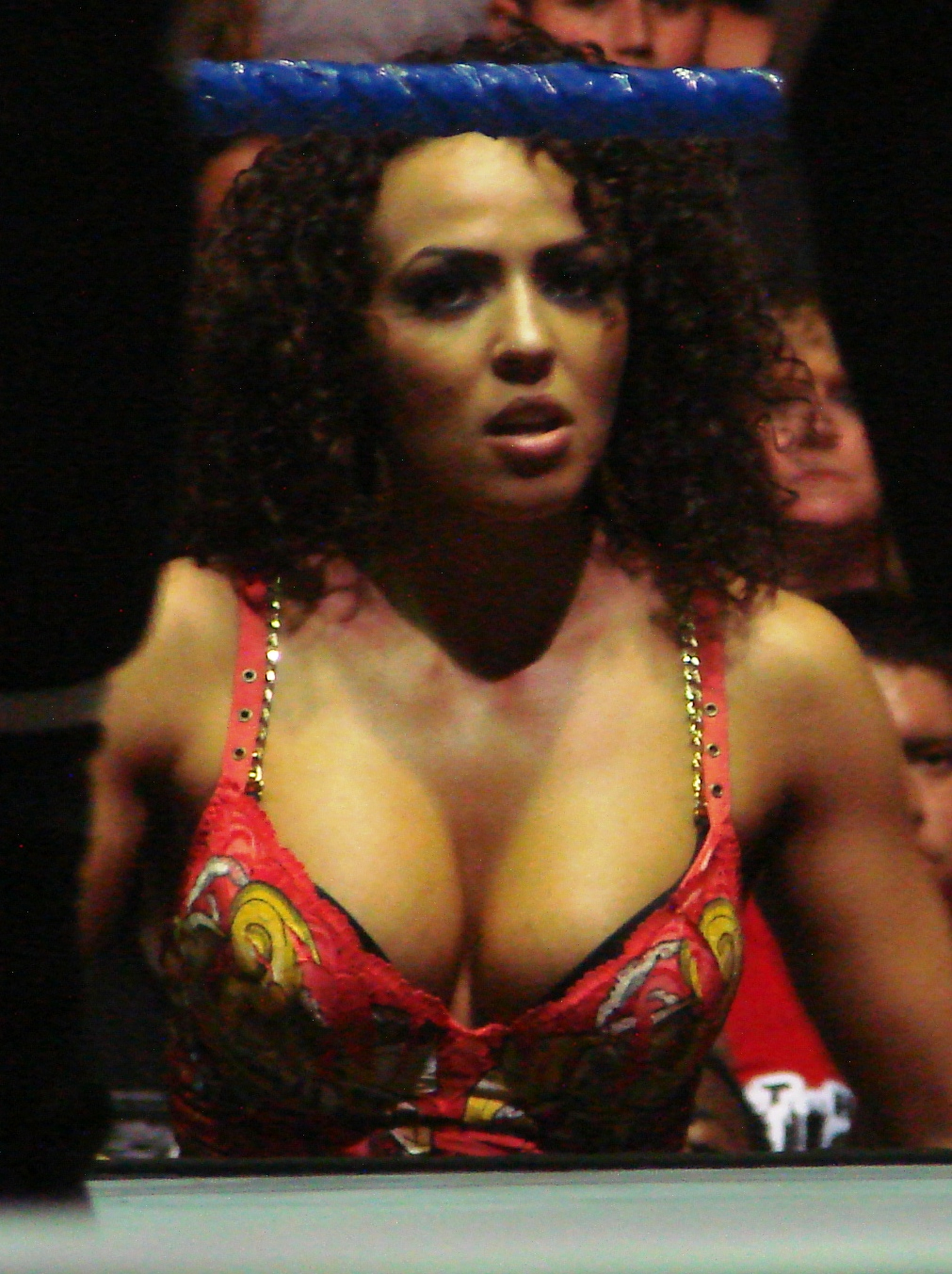
Победительница 2006 года Лейла Эл

Музыкальные темы: «Move Along» от The All-American Rejects, «Face Down» от The Red Jumpsuit Apparatus, and «Out Here All Night» от Damone
Участницы
- Лейла Эл (Layla El) — победительница
- Джен Ингланд (Jen England) — 2-е место
- Джей Ти Тинни (J.T. Tinney) — 3-е место
- Милена Руцка (Milena Roucka) — 4-е место
- Эрика Чевилар (Erica Chevillar) — 5-е место
- Ребекка ДиПиетро (Rebecca DiPietro) — 6-е место
- Марис Оуллет (Maryse Ouellet) — 7-е место
- Эми Зидиан (Amy Zidian) — 8-е место

## 2007
Музыкальная тема: «Let it Roll» от Velvet Revolver
Участницы
| Имя             | Возраст | Родной город | Место      |
| --------------- | ------- | ------------ | ---------- |
| Ив Торрес       | 22      | Денвер       | Победитель |
| Брук Гилбертсен | 22      | Чикаго       | 2          |
| Лена Яда        | 27      | Лос-Анджелес | 3          |
| Тэрин Террелл   | 21      | Нью-Орлеан   | 4          |
| Джесика Хэтч    | 26      | Монреаль     | 5          |
| Джей Ким        | 24      | Катавба      | 6          |
| Линди Фрисон    | 22      | Ванкувер     | 7          |
| Наоми Кир       | 24      | Уэст-Йоркшир | 8          |

## 2015
Во время Рестлмании 31 было объявлено, что на канале WWE Network будет запущено несколько новых шоу, включая Diva Search. Начало нового сезона было запланировано на осень 2015 года.